# Мішин Віктор Максимович
Віктор Максимович Мішин (14 травня 1943, Москва — 12 серпня 2024, Москва, Російська Федерація) — радянський і російський державний і громадський діяч, 1-й секретар ЦК ВЛКСМ. Член ЦК КПРС у 1986—1990 роках. Депутат Ради Союзу Верховної Ради СРСР 10—11-го скликань (у 1979—1989 роках).

## Біографія
Народився в родині будівельника. Член комсомолу з 1957 року. У 1960 році закінчив індустріальний технікум. У 1960—1967 роках — майстер на заводі залізобетонних виробів № 22.
У 1967 році закінчив Московський інженерно-будівельний інститут імені Куйбишева за спеціальністю інженер-будівельник.
Член КПРС у 1967—1991 роках.
У 1967—1968 роках — інженер, старший інженер науково-дослідного сектору Московського інженерно-будівельного інституту.
У 1968—1969 роках — 2-й секретар Москворецького районного комітету ВЛКСМ міста Москви. У 1969—1971 роках — 1-й секретар Совєтського районного комітету ВЛКСМ міста Москви.
У 1971—1973 роках — секретар Московського міського комітету ВЛКСМ.
У 1973—1976 роках — завідувач відділу робітничої молоді ЦК ВЛКСМ.
У 1976—1978 роках — 1-й секретар Московського міського комітету ВЛКСМ.
У квітні 1978 — грудні 1982 року — секретар ЦК ВЛКСМ.
У грудні 1982 — липні 1986 року — 1-й секретар ЦК ВЛКСМ.
4 липня 1986 — листопад 1990 року — секретар ВЦРПС.
У січні — серпні 1991 року — 1-й заступник керуючого справами ЦК КПРС.
У 1991—1994 роках — заступник генерального директора державного консорціуму «Еко-пром». У 1994—1995 роках — генеральний директор спільного підприємства «Олімпійська лотерея». У 1995—1996 роках — віце-президент Міжнародного фонду економічних і соціальних реформ «Реформа». З 1996 року — голова правління Комерційного банку «Крокус-банк» у Москві.
У березні 1995 року створив громадське об'єднання «Мое Отечество» — лівоцентристську помірно-опозиційну організацію, голова Координаційної ради об'єднання. 17 грудня 1995 року на виборах в Державну Думу «Мое Отечество» не подолало 5-процентний бар'єр, зібравши 496 276 голосів (0,72 %). У 1996 році об'єднання припинило активну політичну діяльність, формально не розпускаючись. У 1998—1999 роках — один з організаторів створення руху «Отечество», керівник апарату, секретар політради руху «Отечество». У 2006—2008 роках — член Громадської палати Російської Федерації.

## Нагороди
- орден Трудового Червоного Прапора
- орден Дружби народів
- орден «Знак Пошани»
- понад 10 медалей (в тому числі «У пам'ять 850-річчя Москви»)
- почесний знак ВЛКСМ,
- Золотий Почесний знак «Суспільне визнання» Національного фонду «Суспільне визнання» (2003)